# Alexander von Kameke (General)
Alexander Theodor Ferdinand von Kameke (* 29. Juni 1825 in Varchmin; † 30. Juni 1892 in Kolberg) war ein preußischer Generalleutnant.

## Leben

### Herkunft
Alexander entstammte dem pommerschen Uradelsgeschlecht von Kameke. Er war der Sohn des Gutsbesitzers Otto Theodor Friedrich von Kameke (1791–1860) und dessen Ehefrau Louise Sophie Henriette, geborene von Mach (1795–1866).

### Militärkarriere
Kameke trat am 10. Oktober 1842 als Junker in das 34. Infanterie-Regiment (2. Reserve-Regiment) der Preußischen Armee ein und avancierte bis Ende Juni 1845 zum Sekondeleutnant. 1850/52 war er als Adjutant beim Ersatz-Bataillon der 6. Brigade und anschließend bis Ende März 1853 zur Dienstleistung beim II. kombinierten Reserve-Bataillon kommandiert. Daran schloss sich eine Verwendung als Adjutant des II. Bataillons im Mainz an. Nach seiner Beförderung zum Premierleutnant wurde Kameke im Januar 1859 seinem Stammregiment aggregiert und als Kompanieführer beim 21. kombinierten Infanterie-Regiment kommandiert. Zum 1. Mai 1859 erfolgte seine Versetzung in diesen Verband, aus dem im Juli 1860 das 8. Pommersche Infanterie-Regiment Nr. 61 hervorging. Nach der Beförderung zum Hauptmann fungierte Kameke als Chef der 9. Kompanie in Neustettin, die er 1866 während des Krieges gegen Österreich in der Schlacht bei Königgrätz führte.
Nach dem Friedensschluss stieg Kameke zum Major auf und wurde im Oktober 1868 als etatsmäßiger Stabsoffizier in das 2. Hanseatische Infanterie-Regiment Nr. 76 nach Hamburg versetzt. Mit Beginn des Krieges gegen Frankreich übernahm Kameke zunächst das Ersatz-Bataillon des Regiments, bevor man ihn am 23. August 1870 während der Belagerung von Metz mit der Führung des Westfälischen Jäger-Bataillons Nr. 7 beauftragte. Ausgezeichnet mit dem Eisernen Kreuz II. Klasse wurde er am 29. März 1871 zum Bataillonskommandeur ernannt. Kameke avancierte am 2. September 1873 zum Oberstleutnant und am 22. März 1876 zum Oberst. Als solcher wurde er kurz darauf zum Kommandeur des Niederrheinischen Füsilier-Regiments Nr. 39 ernannt. In gleicher Eigenschaft führte er dann vom 22. Juni 1880 bis zum 1. September 1882 das 7. Pommersche Infanterie-Regiment Nr. 54 und wurde anschließend unter Stellung à la suite seines Regiments zum Kommandeur der 6. Infanterie-Brigade in Stettin ernannt. Kameke avancierte am 13. September 1882 zum Generalmajor, wurde am 3. August 1886 Kommandant von Stettin und erhielt in dieser Eigenschaft am 22. März 1887 den Charakter als Generalleutnant. Am 17. September 1887 wurde ihm das Patent zu seinem Dienstgrad verliehen. In Genehmigung seines Abschiedsgesuches wurde Kameke am 8. Mai 1888 mit der gesetzlichen Pension zur Disposition gestellt.
Er war Ehrenritter des Johanniterordens und Inhaber des Sterns zum Roten Adlerorden II. Klasse mit Eichenlaub.

### Familie
Kameke hatte sich am 23. Oktober 1860 in Münster mit Anna Herwarth von Bittenfeld (* 1839) verheiratet. Aus der Ehe gingen folgende Kinder hervor:
- Otto Felix Friedrich Eberhard (* 1861)
- Adalbert Heinrich (*/† 1864)
- Anna Sophie Magdalene (* 1868)

18. April 1888 Nikolaus Graf von Luckner († 1893), preußischer Premierleutnant a. D.
11. September 1897 Felix von Kameke, preußischer Regierungsrat